# Jobson's Luck
Jobson's Luck (Sorte do Jobson) é um filme mudo britânico de 1913, do gênero comédia, dirigido por H.O. Martinek e estrelado por George Foley, Hal Charlton e M. Gray Murray.

## Elenco
- George Foley - Jobson
- Hal Charlton - Gilbert Fanshawe
- M. Gray Murray - Sr. Fanshawe
- Violet Graham - Garota
- Lettie Paxton - Garota